# Miff Görling
Uno Emanuel „Miff“ Görling (* 21. März 1909 in Stockholm; † 24. Februar 1998 ebendort) war ein schwedischer Jazz- und Unterhaltungsmusiker (Posaune, Komposition, Arrangement). Er erhielt seinen Spitznamen, weil er Swing-Posaune in einem von Miff Mole inspirierten Stil spielte.

## Leben und Wirken
Görling wurde zunächst im Orchester von Frank Vernon (1928–32) bekannt, in dem zeitweise auch sein Bruder, der Saxophonist Zilas Görling, wirkte. Dann gehörte er zu den Bands des Pianisten Gösta Säfbom (1932–33) und des Sängers Gösta Jonsson (1934–37) und arbeitete daneben mit Arne Hülphers, Folke Andersson und Seymour Österwall. 1938 gründete er seine eigene Band. Er wird vor allem für seine Kompositionen erinnert, wie z. B. Miffologi (das 1935 von einer schwedischen All-Star-Band für Sonora aufgenommen wurde) sowie Ösregn (Downpour) und Hülphers Stomp, die für Hülphers geschrieben und von diesem 1936 bzw. 1938 für Odeon eingespielt wurden.
Görling komponierte ab 1940 Filmmusik für Spielfilme wie En fattig miljonär (1941), Möte i natten (1946) oder Peggy på vift (1946). Er verfasste auch Jazz-Arrangements und schrieb Unterhaltungsmusik. Daneben leitete er bis 1957 Bands in Stockholm. Unter eigenem Namen (Miff Gorling's Orkester, u. a. mit Ove Lind) nahm er 1954 für Columbia mehrere Titel auf wie „The Darktown Strutters’ Ball“ und das „Harry-Lime-Thema“.